# چکاوک دم‌کوتاه
چکاوک دم‌کوتاه (نام علمی: Pseudalaemon fremantli) نام یک گونه از تیره چکاوک است.